# 분노의 질주: 더 얼티메이트
"분노의 질주: 더 얼티메이트"(영어: F9)는 2021년 공개된 미국의 액션 영화이다. 영화 《분노의 질주》 시리즈의 아홉 번째 작품으로, 3~6편의 감독이었던 저스틴 린이 감독으로 복귀한다.
빈 디젤, 미셸 로드리게스, 타이리스 깁슨, 루다크리스 등의 기존 출연진에 더해 존 시나가 주인공 도미닉 토레토의 동생 제이컵 토레토 역으로 참여한다.
기존 2018년 5월 22일에 북미 개봉 예정이었으나, 코로나19 범유행으로 인해 1년 뒤인 2019년 6월 25일로 개봉이 연기되었다.

## 줄거리
도미닉(빈 디젤)은 자신과 가장 가까웠던 형제 제이콥(존 시나)이 사이퍼(샤를리즈 테론)와 연합해 전 세계를 위기로 빠트릴 위험천만한 계획을 세운다는 사실을 알게 되고,이를 막기 위해 다시 한 번 패밀리들을 소환한다. 가장 가까운 자가 한순간, 가장 위험한 적이 된 상황.
도미닉과 패밀리들은 이에 반격할 놀라운 컴백과 작전을 세우고 지상도, 상공도, 국경도 경계가 없는 불가능한 대결이 시작되는데…

## 출연진
- 빈 디젤 - 도미닉 토레토 역
  - 비니 베넷 - 어린 도미닉 역
- 미셸 로드리게스 - 레티 오티즈 역
- 타이리스 깁슨 - 로먼 피어스 역
- 크리스 "루다크리스" 브리지스 - 테즈 파커 역
- 존 시나 - 제이컵 토레토 역
  - 핀 콜 - 어린 제이컵 역
- 조대나 브루스터 - 미아 토레토 역
- 내털리 이매뉴얼 - 램지 역
- 성 강 - 한 루 역
- 헬렌 미렌 - 매그델린 쇼 역
- 샤를리즈 테론 - 사이퍼 역
- 사와이 안나 - 엘 역
- 투에 에르스테드 라스무센 - 오토 역
- 마이클 루커 - 버디 역
- 루커스 블랙 - 숀 보즈웰 역
- 바우 와우 - 트윙키 역
- 제이슨 토빈 - 얼 후 역
- 커트 러셀 - 미스터 노바디 역
- 카디 B - 레이사 역
- 돈 오마르 - 산토스 역
  - 오수나 - 어린 산토스 역
- 세레드 - 어린 레오 역
- JD 파도 - 잭 토레토 역
- 쉐어 위햄 - 스타지악 요원 역
- 짐 패랙 - 케니 린더 역
- 갈 가도트 - 지젤 역 (크레딧 올라가지 않음, 보관 화면)
- 제이슨 스테이섬 - 데커드 쇼 역 (엔딩 크레딧)